# Gladde klaverroest
De gladde klaverroest (Uromyces minor) is een schimmel in de familie van Pucciniaceae. Het behoort tot de biotrofe parasieten. De waardplanten zijn verschillende klaversoorten (Trifolium). De schimmel leeft van verschillende  voedingsstoffen die aanwezig zijn in het opslagweefsel van de plant, de sporenvoorraden breken later door het bladoppervlak en laten sporen vrij. De soort doorloopt een microcyclische ontwikkelingscyclus met spermogonia, aecia en telia.

## Kenmerken
Uiterlijke kenmerken
Uromyces minor is alleen met het blote oog te herkennen aan de sporenafzettingen die op het oppervlak van de waardplant uitsteken. Ze groeien in clusters die verschijnen als geelachtige tot bruine vlekken en puisten op bladoppervlakken.
Microscopische kenmerken
Zoals bij alle Uromyces-soorten, groeit het mycelium van Uromyces minor intercellulair en vormt het zuigfilamenten die in het opslagweefsel van de waardplant groeien. De spermogonia zijn honingkleurig en soms afwezig. De aecia van de soort, die aan beide zijden of meestal aan de onderkant van de waardbladeren groeien, zijn kort tot cilindrisch. De aeciosporen zijn 17-21 × 17-19 µm groot, bolvormig tot breed ellipsoïde en wrattig. De schimmel vormt blijkbaar geen uredia. De telia van de soorten die aan weerszijden of overwegend aan de onderkant van de bladeren groeien, zijn zwartbruin, poederachtig en later naakt. De meestal licht kastanjebruine teliosporen zijn eencellig, meestal bolvormig tot breed ellipsoïde, wrattig en 18-22 × 15-19 µm groot. De wand heeft een dikte van 1-2 μm en hun steel is kort en kleurloos.

## Verspreiding
De gladde klaverroest komt voor in Noord-Amerika, Europa. Verder komt hij ook voor in Nieuw-Zeeland en er zijn enkele waarnemingen bekend uit Azië. In Nederland komt hij zeer zeldzaam voor. 

## Foto's

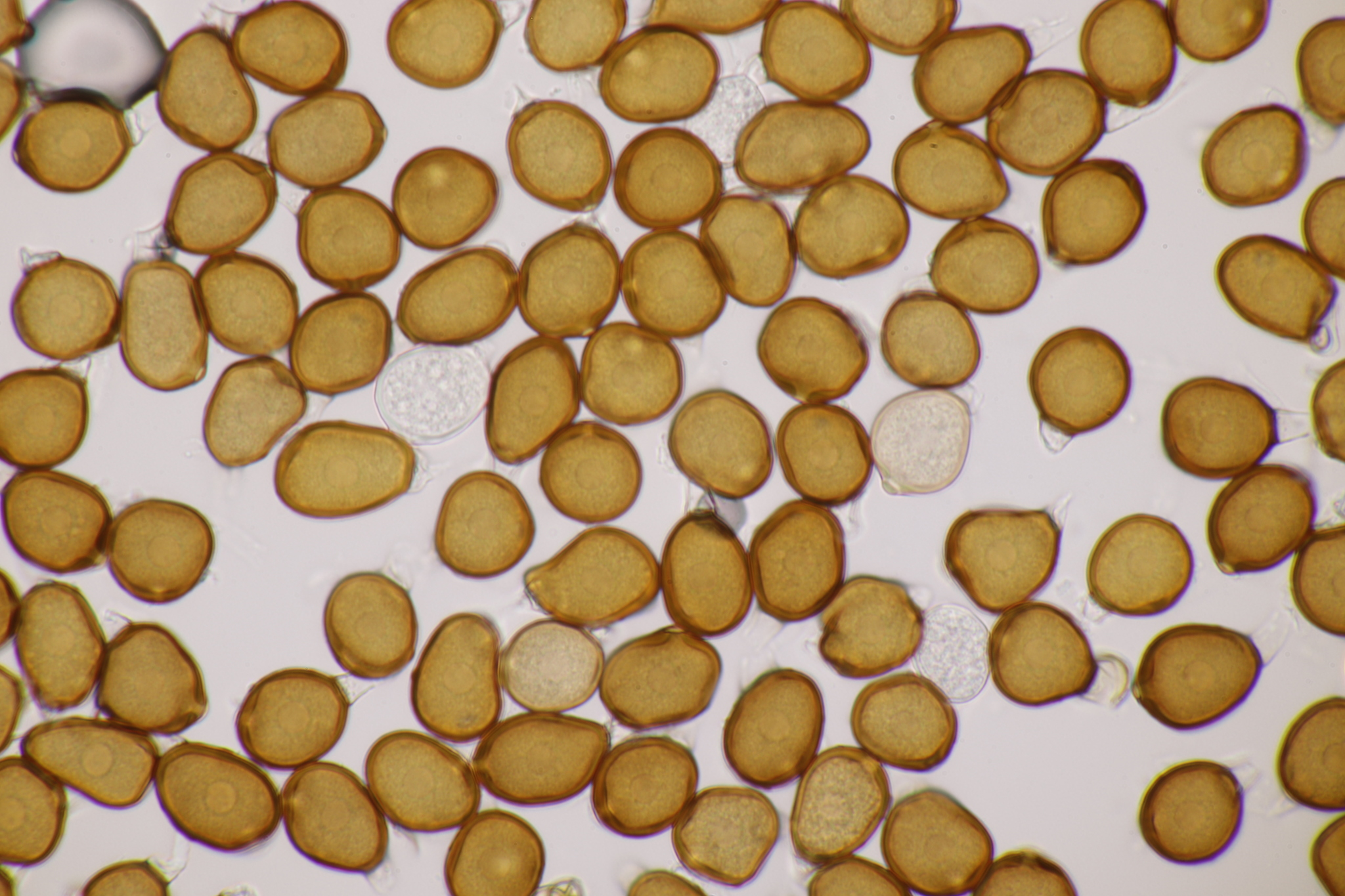
Teliosporen
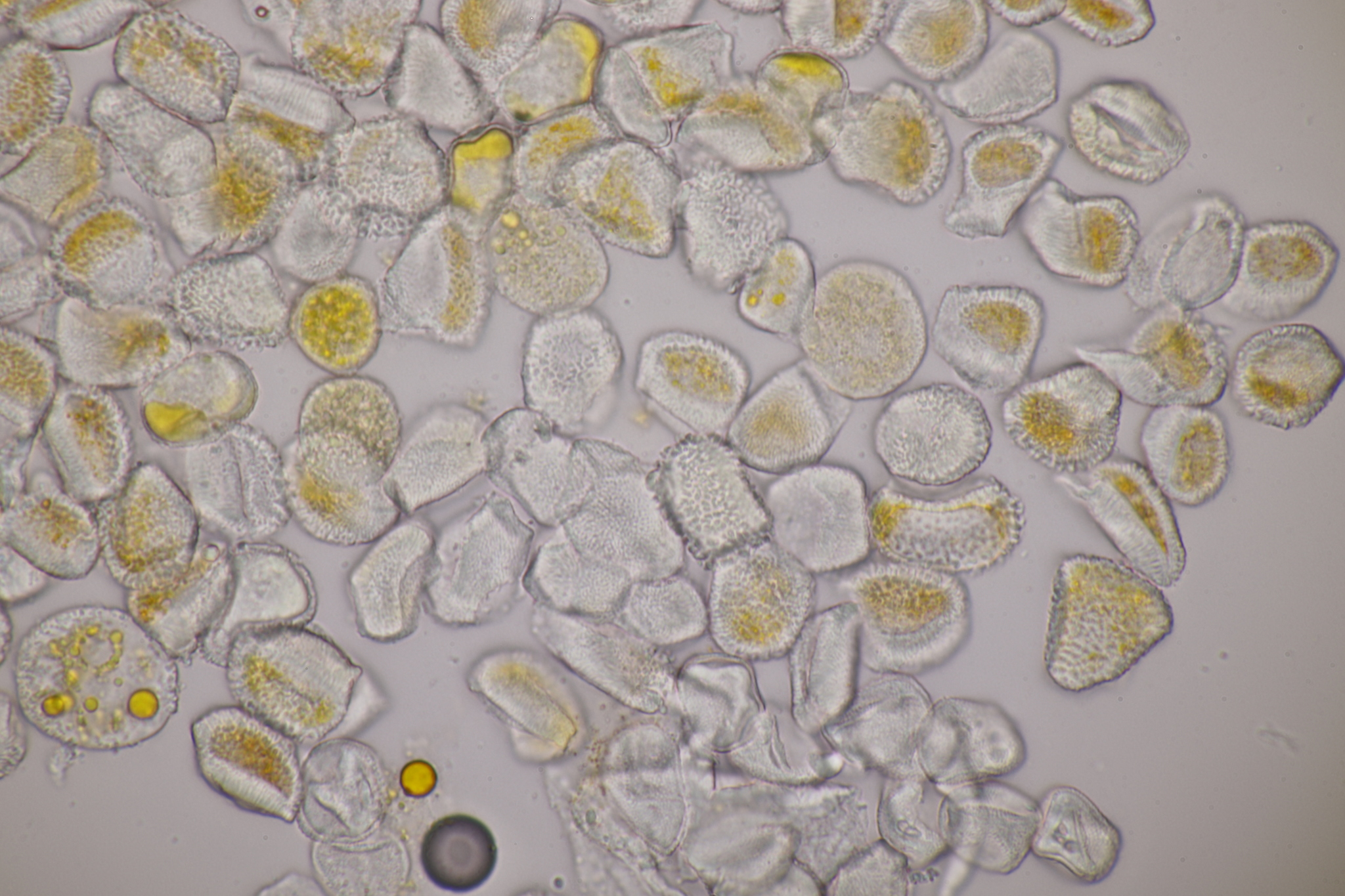
Aeciosporen